# Кабачинська Світлана Іллівна
Світла́на Іллі́вна Кабачи́нська (нар. 3 вересня 1956, Зіньків) — українська журналістка, заслужений журналіст України (1997), власний кореспондент міжнародного тижневика «Дзеркало тижня», кавалер ордена княгині Ольги ІІІ ступеня (2006).

## Біографія
Кабачинська Світлана Іллівна народилася 3 вересня 1956 року в селі Зіньків Віньковецького району Хмельницької області.
У 1973 році закінчила Зіньківську середню школу з золотою медаллю. В 1978 році з відзнакою закінчила факультет журналістики Київського державного університету імені Тараса Шевченка (нині — Київський національний університет).
Заслужений журналіст України (1997). Кавалер ордена княгині Ольги ІІІ ступеня (2006).

## Творчість
Авторка книг публіцистики і прози:
- «Хмельницькому — 500» (1993),
- «Щоденник революції» (2005),
- «Символ епохи» (2006),
- «Все починається з любові» (2006),
- «Крізь учорашній дощ» (2007),
- «Хмельниччина справжня» (2008).